# Polyommatus laura
Polyommatus laura är en fjärilsart som beskrevs av Evans 1932. Polyommatus laura ingår i släktet Polyommatus och familjen juvelvingar. Inga underarter finns listade i Catalogue of Life.